# SuperHeavy (album)
SuperHeavy – debiutancki album studyjny supergrupy SuperHeavy, nagrany w Los Angeles i wydany 16 września 2011 przez A&M Records. Sesje nagraniowe rozpoczęły się w 2009 roku. Nagrano łącznie dwadzieścia dziewięć piosenek, jednak tylko szesnaście zostało oficjalnie wydanych.

## Lista utworów
1. "SuperHeavy" – 5:05
2. "Unbelievable" – 3:50
3. "Miracle Worker" – 4:09
4. "Energy" – 3:42
5. "Satyameva Jayathe" – 4:07
6. "One Day One Night" – 4:37
7. "Never Gonna Change" – 4:23
8. "Beautiful People" – 5:00
9. "Rock Me Gently" – 6:00
10. "I Can't Take It No More" – 3:21
11. "I Don't Mind" – 4:59
12. "World Keeps Turning" – 3:43

Deluxe Version
1. "Mahiya" – 3:26
2. "Warring People" – 5:05
3. "Common Ground" – 3:43
4. "Hey Captain" – 3:33

Deluxe Edition na iTunes
1. "Miracle Worker" (Ashley Beedle's Warbox Remix) – 5:30

Wydanie japońskie
1. "Never Gonna Change" (Acoustic)